# جوي لونغ
جوي لونغ (بالإنجليزية: Joey Long)‏ هو لاعب كرة قاعدة أمريكي، ولد في 15 يوليو 1970 في سيدني في الولايات المتحدة.

## وصلات خارجية
- جوي لونغ على موقعبيزبول رفرنس.كوم (الدوري الرئيسي) (الإنجليزية)
- جوي لونغ على موقعبيزبول رفرنس.كوم (الدوري الثانوي) (الإنجليزية)